# بهجان
بهجان روستایی از توابع بخش سیمکان شهرستان جهرم، در ۸۵ کیلومتری جهرم و ۳۵ کیلومتری میمند است. این روستا براساس سرشماری سال ۱۳۹۵، جمعیتی برابر با ۱٬۶۱۹ نفر (۴۹۴ خانوار) داشته و پرجمعیت‌ترین روستای دهستان پشت پر، دومین روستای پرجمعیت بخش سیمکان و چهارمین روستای پرجمعیت شهرستان جهرم به‌شمار می‌رود.
از جمله‌ی این مناطق دیدنی می‌توان به تنگه‌ی «باغ شهرجن»، «آب سوراخ»، «آسیاب میرزاعلی»، «آسیاب سیدمحمود»، «کوره گچ پزی باغ شهرجن»، «سنگ لعنتی»، «باغات و کومه‌های کوه سور»، «چاه نفت کوه سور»، «آب ریز تنگه‌ی آبریز یا البرز»، «شیخ ابوسلیمان»، «سید معلم»، «طرح سنگفرش خیابان و کوچه‌ها»، «بافت خانه‌ها و محلات روستا» و … اشاره نمود.